# Wendell Willkie
Wendell Lewis Willkie, né le 18 février 1892 à Elwood (Indiana)  et mort le 8 octobre 1944 à New York, est un avocat et homme politique américain,  membre du Parti démocrate puis du Parti républicain. Il est le candidat républicain à la présidence des États-Unis en 1940.

## Biographie
Après avoir combattu durant la Première Guerre mondiale, il s'installa à Akron en Ohio, où il milita pour le Parti démocrate. En 1929, Willkie, avocat, devint le conseiller juridique du Commonwealth & Southern Corporation, la plus grande compagnie d'électricité du pays, dont il devint le président en 1933.
En 1932, il milita d'abord pour Newton Baker lors des primaires démocrates, puis se rallia à la candidature de Franklin Delano Roosevelt. Arrivé à la présidence, Roosevelt mit en place son programme de New Deal, notamment en facilitant la mise en place d'une société publique, la Tennessee Valley Authority (TVA), compétente pour apporter de l'électricité moins chère aux résidents de la vallée du Tennessee. Cette autorité entrait en compétition avec les compagnies existantes d'électricité, notamment celle de Willkie, qui devint un vif critique du New Deal. Il ne parvint pas à imposer de restrictions législatives aux pouvoirs et compétences de la Tennessee Valley Authority et se heurta frontalement à Roosevelt.

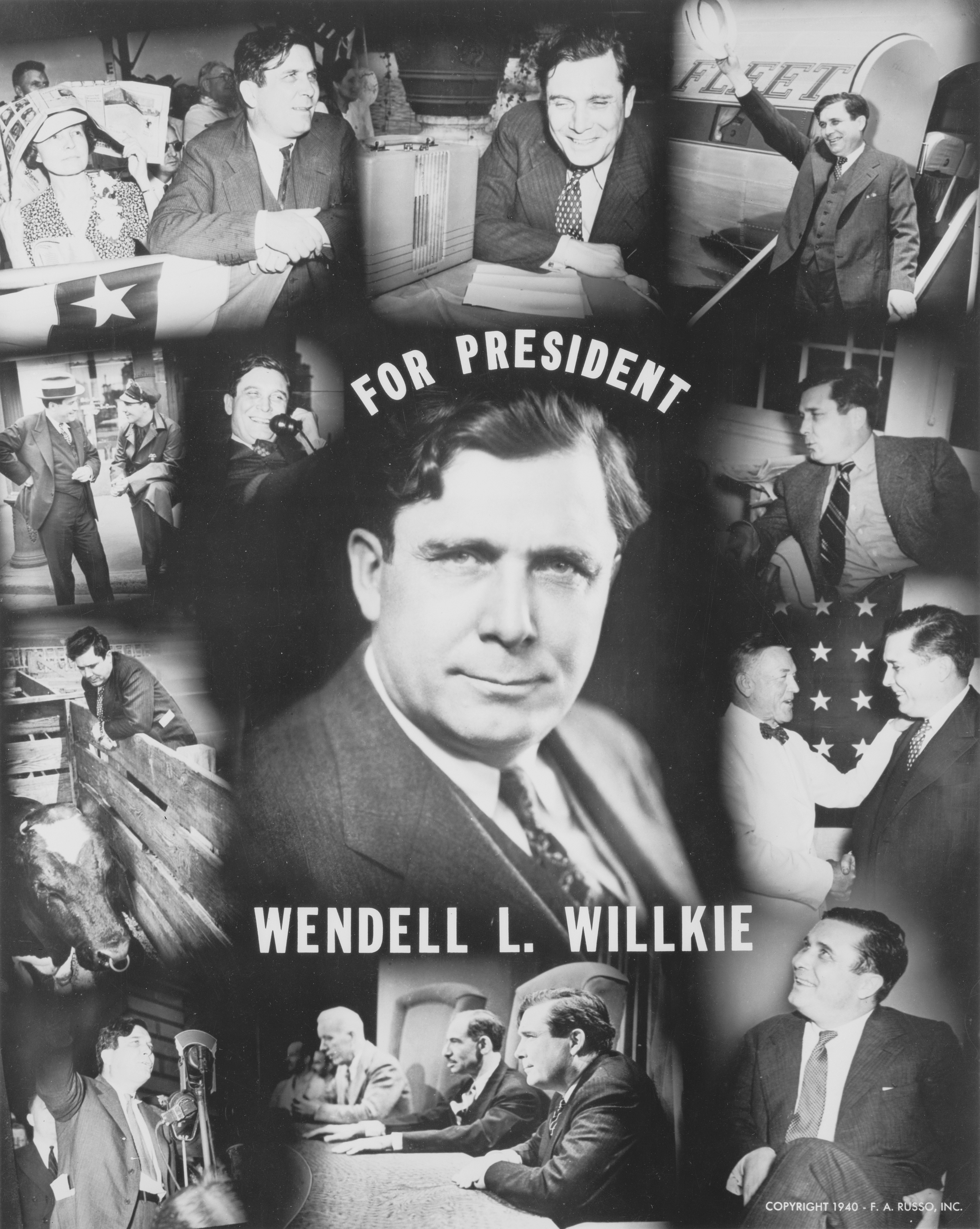
Affiche électorale.

En 1939, Willkie rejoignit le Parti républicain sur la base d'un programme d'opposition au New Deal. Il critiqua également l'insuffisance du programme militaire de Roosevelt, lequel allait répliquer en créant le service militaire et en accroissant les dépenses militaires. Willkie fut désigné candidat du Parti républicain à l'élection présidentielle de 1940, bien qu'il ne se fût jamais présenté à une élection. Le candidat à la vice-présidence était Charles McNary. Willkie chercha à se présenter pendant la campagne comme le candidat du peuple contre les élites intellectuelles. Au soir du vote, Willkie obtenait 22 millions de voix, représentant 44,78 % des suffrages, et 82 grands électeurs (pour 10 États) contre 27 millions de voix, représentant 54,74 % des suffrages, et 449 grands électeurs à Roosevelt.
Après les élections, Willkie appela à un soutien national à Roosevelt pour réveiller l'Amérique de son Isolationnisme. Le 23 juillet 1941, il demanda une aide illimitée au Royaume-Uni dans son combat contre l'Allemagne nazie, puis se rendit en Grande-Bretagne et au Moyen-Orient comme représentant personnel de Roosevelt. En 1942, il se rendit en URSS et en Chine. En 1943, il rédigea One World, a plea for international peacekeeping after the war pour lutter contre les appels à l'isolationnisme. Au côté d'Eleanor Roosevelt, il fut l'un des fondateurs de la Maison de la liberté (Freedom House) pour lutter contre les menaces à la paix et à la démocratie.
En 1944, il tenta d'être de nouveau candidat républicain à l'élection présidentielle, mais ses positions libérales et progressistes détonnaient dans ce parti de plus en plus conservateur. Il n'apporta pas son soutien au candidat désigné, Thomas Dewey. Au contraire, Willkie commença à travailler avec le nouveau Parti libéral de New York afin de constituer et lancer un nouveau parti national. Sa mort prématurée à l'âge de 52 ans, d'une crise cardiaque, mit fin au projet. Le 8 octobre 1944, Eleanor Roosevelt lui rendit hommage en déclarant que c'était un « homme de courage dont les convictions affirmées notamment sur les relations raciales avaient beaucoup apporté au monde ». Willkie est enterré au cimetière de East Hill à Rushville (Indiana).
Wendell Willkie n'est pas oublié, car son nom était encore cité lors de la convention républicaine de 2004 par l'orateur Zell Miller.

## Publications
- 1940 : This Is Wendell Willkie (anthologie de ses discours).
- 1943 : One World (en)
- 1944 : An American Program.